# Långtjärnen (Edefors socken, Norrbotten, 735246-174575)
Långtjärnen är en sjö i Bodens kommun i Norrbotten och ingår i Råneälvens huvudavrinningsområde. Långtjärnen ligger i Råneälven Natura 2000-område. Sjöns area är 0,068 kvadratkilometer och den befinner sig 184 meter över havet.